# Дополнительные углы

Пара дополнительных углов, дополняющих друг друга до 90 градусов

Дополни́тельные углы́ — это пара углов, которые дополняют друг друга до 90 градусов.
Если два дополнительных угла являются соседними (то есть имеют общую вершину и разделяются только одной стороной), их не общие стороны образуют прямой угол.
В евклидовой геометрии два острых угла прямоугольного треугольника являются дополнительными, потому что сумма внутренних углов треугольника составляет 180 градусов, а прямой угол равен 90 градусам.

## Тригонометрические соотношения
Синус одного из углов равен косинусу его дополнительного угла. Если углы A и B являются дополнительными, то верны равенства: {\displaystyle \sin ^{2}A+\sin ^{2}B=1} и {\displaystyle \cos ^{2}A+\cos ^{2}B=1.}
Тангенс одного из углов равен котангенсу его дополнительного угла. Тангенсы дополнительных углов взаимно обратны.
Секанс одного из углов равен косекансу его дополнительного угла.
Префикс «ко-» в названиях некоторых тригонометрических функций происходит лат. complementum — дополнение.